# Ángel Colom
Ángel Colom Colom (Rupit y Pruït, Barcelona; 22 de diciembre de 1951) es un político español, diplomado en magisterio, ejerció como maestro de escuela y sacerdote católico secularizado . 
Partidario del independentismo catalán, ha desarrollado su carrera política en tres partidos políticos: Esquerra Republicana de Catalunya, el Partit per la Independència y, actualmente, en Convergència Democràtica de Catalunya. En su día formó parte de la Crida a la Solidaritat.

## Biografía
Se dio a conocer en 1988 cuando, con motivo de las Elecciones al Parlamento de Cataluña de 1988, obtuvo uno de los seis escaños como parlamentario de Esquerra Republicana de Catalunya en el Parlamento de Cataluña. Colom era el número 3 en la candidatura de ERC, tras Joan Hortalà y Josep Lluís Carod-Rovira.
En el Congreso de ERC celebrado en 1989 en Lérida, y ante la crisis interna én que estaba sumida ERC, fue elegido Secretario General de Esquerra Republicana de Catalunya en sustitución de Joan Hortalà, y superando la candidatura de Josep Lluís Carod-Rovira. Colom inició un proceso de renovación interna en el partido, y aglutinó en ERC a muchos jóvenes independentistas disgregados en partidos menores y, en muchos casos, más radicalizados.

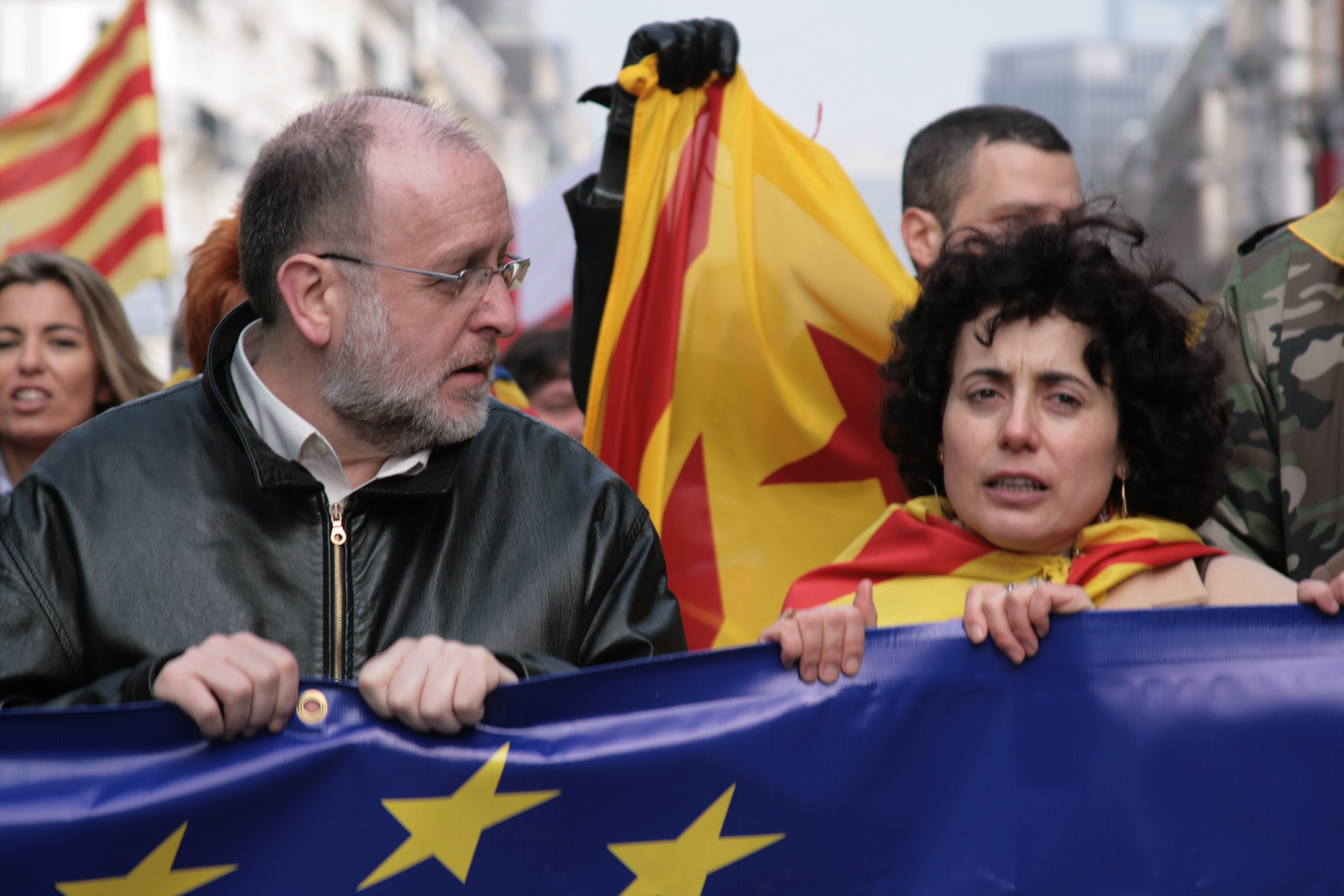
Ángel Colom a la izquierda en una manifestación en Bruselas.

Autodefinido como un pacifista, siempre se opuso a la violencia como método para conseguir fines políticos, y defendió la democracia y el respeto a las instituciones como vía para conseguir la independencia de Cataluña.
En 1992 consiguió que ERC mejorase ostensiblemente sus resultados electorales. En las Elecciones al Parlamento de Cataluña de 1992, con el liderazgo de Ángel Colom y la periodista Pilar Rahola, y gracias al apoyo de miles de jóvenes que por primera vez votaban en unas elecciones, ERC obtuvo 210.366 votos, un 8 por ciento, consiguiendo 11 escaños (casi el doble que en las elecciones autonómicas anteriores), pasando a convertirse en la tercera fuerza política catalana, con cuatro escaños más que Iniciativa per Catalunya y el Partido Popular.
En las Elecciones generales españolas de 1993 celebradas el 6 de junio de 1993, ERC obtuvo 189.632 votos y obtuvo, por primera vez desde las Elecciones generales españolas de 1982, un escaño en el Congreso de los Diputados, que ocuparía Pilar Rahola.
En las Elecciones al Parlamento de Cataluña de 1995, y con Ángel Colom como cabeza de cartel, ERC mejoró todavía más sus resultados. Consiguió 305.867 votos y pasó de 11 a 13 escaños, aunque perdió la condición de tercera fuerza política en beneficio del Partido Popular, que obtuvo 17 escaños.
En 1996 se produjo una grave crisis interna, a consecuencia de la cual abandonaron Esquerra los dos líderes del partido Ángel Colom y Pilar Rahola, que fundaron el "Partit per la Independència" con el objetivo de crear otro partido que pugnase con ERC por el voto independentista.
El Partit per la Independència, sin embargo, tuvo una corta vida. En las elecciones municipales de 1999 obtuvo unos pobres resultados y Pilar Rahola no obtuvo el acta de concejal en el Ayuntamiento de Barcelona, motivo por el cual el PI se disolvió. 
Desde la disolución del Partit per la Independència, Ángel Colom se ha mantenido alejado de la política, aunque se hizo militante de Convergència Democràtica de Catalunya de la mano de Pere Esteve y fue representante de la Generalidad de Cataluña en Marruecos. Desde el 18 de septiembre de 2008, es miembro de la ejecutiva de CDC como secretario de inmigración.
El año 2010, se vio envuelto en el caso de corrupción de Fèlix Millet y del Palacio de la Música Catalana. Millet pagó 75.000 euros para cubrir las deudas de la disolución del Partit per la Independència (PI), y Colom se comprometió a devolverlos de forma escalonada.